# Jesús Guillera
Jesús Guillera (nacido el 31 de diciembre de 1955 en Zaragoza, España) es un matemático español especializado en teoría de números, conocido principalmente por sus contribuciones originales a las series de  Ramanujan para el cálculo del número π. Desarrolló sus descubrimientos más importantes de forma autodidacta y fuera del ámbito académico formal, ganándose con el tiempo el reconocimiento de matemáticos de prestigio internacional.

## Biografía
Jesús Guillera nació en Zaragoza (España), el 31 de diciembre de 1955. Estudió la carrera de Ciencias Físicas en la Universidad de Zaragoza, donde se licenció en 1979.
Durante décadas trabajó como profesor de Física y Matemáticas en distintos institutos de enseñanza secundaria de la Provincia de Zaragoza. En el año 2002, tras acogerse a una baja médica por estrés, Guillera se retiró temporalmente de la docencia. Fue precisamente durante este periodo cuando comenzó a centrar su energía en el estudio de las matemáticas puras, en especial en el área de la teoría de números.
A pesar de no estar vinculado formalmente a ningún centro de investigación, inició un camino autodidacta que lo llevó a descubrir fórmulas inéditas que atrajeron la atención de la comunidad matemática internacional. Años más tarde, se doctoró en Matemáticas en la Universidad de Zaragoza, especializándose en teoría de números. Su tesis doctoral, dirigida por Eva Gallardo y Wadim Zudilin, fue calificada con sobresaliente cum laude y recibió el Premio Extraordinario. Desde entonces, colabora como investigador asociado al Departamento de Matemáticas de dicha universidad.

## Contribuciones a las matemáticas
Jesús Guillera se ha hecho conocido por sus aportaciones al estudio de las series infinitas de tipo Ramanujan, utilizadas para el cálculo de decimales del número π. En 2002, descubrió una serie de fórmulas nuevas que permitían calcular decimales de π. Algunas de estas fórmulas matemáticas pueden generar hasta cinco decimales por término sumado, lo que representa una mejora notable con respecto a métodos más tradicionales.
En total, formuló once series distintas, muchas de las cuales no contaban con una demostración formal en el momento de su hallazgo. Con el tiempo, varias de ellas fueron demostradas utilizando el método WZ (Wilf-Zeilberger). También ha contribuido a la creación de una metodología general para generar nuevas series del tipo Ramanujan.
Ha colaborado con destacados matemáticos internacionales como Wadim Zudilin y ha recibido el respaldo de expertos como Doron Zeilberger y Javier Cilleruelo. Además, ha propuesto conjeturas y demostraciones relacionadas con identidades hipergeométricas, y ha publicado artículos en revistas especializadas y repositorios como arXiv, ResearchGate y el Instituto Max Planck para las Matemáticas.